# Democracy Now!
Democracy Now (eigene Schreibweise: Democracy Now!) ist ein US-amerikanisches Politikmagazin im nichtkommerziellen Rundfunk. Marginalisierten Menschen und Themen, die in den US-Massenmedien nicht vorkommen, will Democracy Now eine Stimme verleihen. Die Sendung wird international von über 700 Hörfunk-, Fernseh- und Internetsendern übernommen. Produziert wird die Sendung, die sich den Claim The war and peace report gewählt hat, von dem Radionetzwerk Pacifica Radio.
Democracy Now wurde am 19. Februar 1996 von Journalisten um Amy Goodman und Juan González gegründet. Goodman ist auch die Hauptmoderatorin der Sendung. Das Magazin ist politisch unabhängig und finanziert sich über Spenden.

## Geschichte
Ursprünglich wurde das Magazin von der Station WBAI in New York ausgestrahlt. Um das Jahr 2001 war sie aufgrund eines Konflikts um die journalistische Ausrichtung von WBAI vorübergehend nur über WFMU (unter dem Namen Democracy Now In Exile) zu empfangen. Die Sendezentrale wurde daraufhin in das Downtown Community Television Center (DCTV) in einem ehemaligen Feuerwehrhaus in Chinatown (New York City) verlegt. Hier begann auch die Ausstrahlung des Magazins als Fernsehsendung. Im November 2009 siedelte das Sendestudio in ein Gebäude im Manhattaner Stadtteil Chelsea um.

## Inhalt

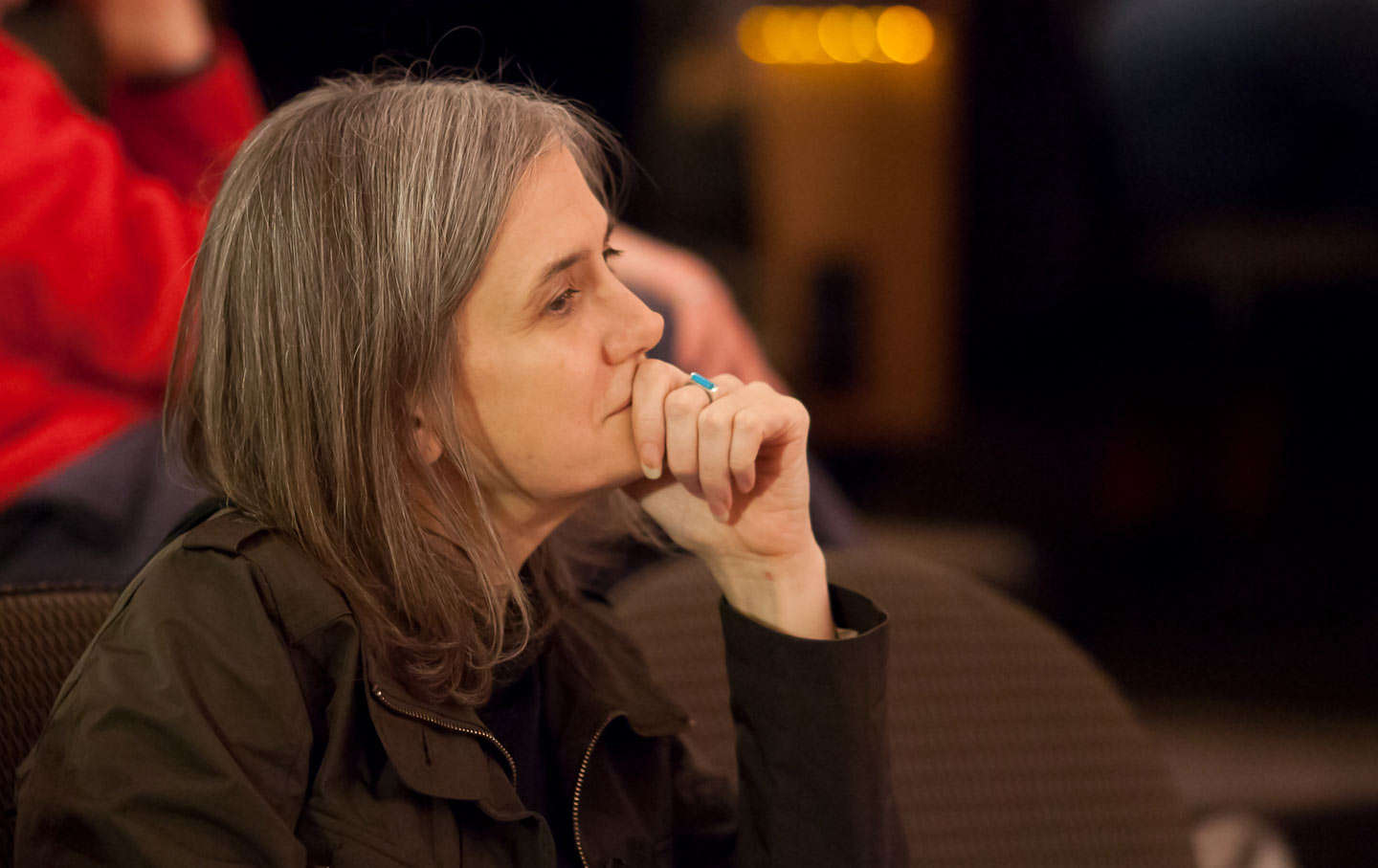
Leitende Redakteurin und Moderatorin Amy Goodman, 2016

Die Sendung enthält unter anderem Features, Interviews, Debatten, Buch-, Film- und Theaterbesprechungen und historische Rückblicke zu vorwiegend politischen Ereignissen in den Vereinigten Staaten und der ganzen Welt. Bei internationalen Themen wird meist ein Bezug zu den Vereinigten Staaten hergestellt. Ausführlich berichtet wurde zum Beispiel über den Irakkrieg, das Unternehmen Blackwater, die Präsidentschaftswahlen in den Vereinigten Staaten 2008, 2012 und 2016, den Hurrikan Katrina oder über die Situation in Osttimor und Haiti sowie über den Nahostkonflikt.
Weitere Themen, über die regelmäßig berichtet wird, sind Friedens- und Arbeiterbewegungen, Meinungsfreiheit, Menschenrechte, Minderheiten, Migration, Gender, unrechtmäßige Polizeigewalt oder Umweltpolitik. Democracy Now zeigt oft Perspektiven auf, die in Mainstreammedien kaum beleuchtet werden.
Ein besonderes Merkmal der Sendung sind die ausführlichen Gespräche mit Gästen aus Bereichen wie Journalismus, Kunst, Politik, Religion, Wissenschaft, Militär oder der Friedensbewegung. Alle Gespräche werden als Transkript auf der Sendungs-Website dokumentiert.

## Programm
Von Montag bis Freitag wird täglich eine rund einstündige Democracy-Now-Ausgabe veröffentlicht. Die Sendung beginnt meistens mit einem auch auf Spanisch erhältlichen, rund zehnminütigen Einleitungsteil mit Kurznachrichten. Daraufhin folgen die Schwerpunktthemen, meistens mit Gästen und Interviews. Die Sendung wird nicht durch kommerzielle Werbung unterbrochen; stattdessen gibt es zwei bis drei musikalische Pausen diverser Stilrichtungen von Folk-Songs wie Sara Thomsens Is It For Freedom bis zu Raptracks wie Public Enemys Fight The Power, die in der Videoversion durch inhaltlich oft zum Beitragsthema passenden Clips ergänzt werden.
Die Sendung wird als TV-Nachrichtenmagazin gestaltet, hat einen sehr großen Wortanteil und findet ihre größte Verbreitung als Radiosendung. Viele NPR-Public-Radiostationen strahlen Democracy Now aus.

## Auszeichnungen
- 1998 erhielten Jeremy Scahill und Amy Goodman für die Radiodokumentation Drilling and Killing. Chevron and Nigeria’s Oil Dictatorship den George Polk Award.
- 2008 erhielt Amy Goodman für die „Entwicklung eines innovativen Modells wahrhaft unabhängigen politischen Journalismus“ den Right Livelihood Award (auch bekannt als „Alternativer Nobelpreis“).

## Verbreitungswege
Die unter Creative Commons lizenzierte Sendung kann auf der offiziellen Website kostenlos als Webcast gesehen, als Audiostream gehört oder im Audioformat heruntergeladen werden, auch als Torrent. Auf der Website sind außerdem die Skripts und ein Archiv der Beiträge zu finden. In den Vereinigten Staaten ist das Magazin auch via Satellit auf Free Speech TV und Link TV empfangbar.
In Deutschland kann man Democracy Now auf den freien Radios Radio Dreyeckland, Freies Radio Wiesental, Radio Unerhört Marburg und auf Alex Offener Kanal Berlin empfangen. Als Fernsehsendung kann man das Politikmagazin im Bürger- und Ausbildungskanal TIDE TV verfolgen.
In Österreich wird das Magazin auf den partizipativen Fernsehsendern Okto und FS1 und den freien Radios Radiofabrik, Freirad und Radio Helsinki ausgestrahlt.
Auf dem Youtube-Kanal von Democracy Now werden die Sendungen ebenfalls bereitgestellt. Europaweit kann die Sendung via Satellit gesehen werden.